# Robur-Werke
A Robur, teljes nevén VEB Robur-Werke Zittau kelet-németországi (NDK) járműgyártó vállalat volt Zittauban. 1946-ban hozták létre az államosított Phänomen-Werke Gustav Hiller AG utódaként. 1957-ig VEB Phänomen Zittau néven működött. Ettől az időszaktól főként tehergépkocsikat állított elő. 1948-tól a kelet-németországi járműipart összefogó Járműgyártó Iparszövetség (IFA) részeként működött. Mint járműgyártó 1991-ben megszűnt, 1995 óta alkatrészgyártó vállalattá alakult.

## Története
A vállalat elődjét Gustav Hiller alapította 1888-ban mint textilipari gépeket készítő üzemet, de csakhamar angol licencia alapján elkezdtek Rover típusú kerékpárokat is összeszerelni. A járművek Phänomobil, illetve Phänomen néven készültek. 1916-ban tért át a gyár a négykerekű járművekre, azon belül is előbb a személyautókra, melyek egész szép sikereket értek el a két háború között. Teherautóik közül a Phänomen Granit volt a legismertebb.
A második világháború után Zittau az NDK-hoz került; a  céget rövidesen államosították, és 1957-től Robur-Werke Zittau-nak nevezték, miután egy cégnévvédelmi per miatt már nem nevezhették Phänomen Granitnak az itt készült teherautókat, ahogy addig tették. Amúgy a „Robur” latinul erőt, erősséget jelent. Ekkor tértek át a már Robur nevű teherautók gyártására, amiket a per miatt 1956-tól Robur Garant-nak neveztek át.  
Az első saját fejlesztésű modellt aztán az 1961-es lipcsei autókiállításon mutatták be, ez volt a 2,5 tonna hasznos terhelésű 70 lóerős Robur LO 1800. Az LO majd LD nevű típusok és azok változatai nagy népszerűségnek örvendtek a KGST-országokban egészen a német rendszerváltásig. Magyarországon is gyakori típus volt. Civil és katonai célokra is gyártották 4×2 és 4×4 kerékképlettel is. Alapvetően fülkésalváz, zárt áruszállító és busz kivitelekben készültek. A fülkésalváz normál vagy duplafülkés is lehetett, ide leginkább platós vagy dobozos felépítmény került, de készült például emelőkosárral is. 
Hasonlóan számos más NDK járműhöz, a Roburt sem fejlesztették a '60-as évekbeli megjelenése óta érdemben, legfeljebb csak sorozatgyártásba soha nem került prototípusok szintjén, és csak közvetlen az NDK megszűnése előtt próbálták egy modernizáltabb külsejű és technikájú típussal megtartani a piacon, de a feljavított LD 3004 is már elavultnak számított. A cég 1991-ben ment csődbe, mint járműgyártó, viszont 1995-ben ismét megjelent, mint teherautó-alkatrészgyártó, ekkor már Robur-Fahrzeug-Engineering- Zittau GmbH volt a neve.

## Gyártott modellek

### Phänomobil / Phänomen

#### Személyautók
- Phänomobil 4/6 PS
- Phänomobil 6/12 PS
- Phänomen 8/18 PS
- Phänomen 10/28 PS
- Phänomen M.T.C. 10/30 PS
- Phänomen M.T.C. 16/45 PS
- Phänomobil Typ V (6/12 PS)
- Phänomen Typ 412

#### Teherautók
- Phänomen 4RL
- Phänomen Granit 25
- Phänomen Granit 30
- Phänomen Granit 1500
- Phänomen Granit 27
- Phänomen Granit 30K (1956-tól Robur Garant 30K)
- Phänomen Granit 32 (1956-tól Robur Garant 32)

### Robur
- Robur LO 2500
- Robur LO 1800 A
- Robur LD 2500
- Robur LO 2501
- Robur LO 1801A
- Robur LD 2501
- Robur O 611(A)
- Robur D 609
- Robur LO 3000
- Robur LO 2002A/LO 2202A
- Robur LD 3000
- Robur LD 2002A/LD 2202A
- Robur LD 3002
- Robur LD 3001
- Robur LD 3004
- Robur LD 2004 WD

## Képek

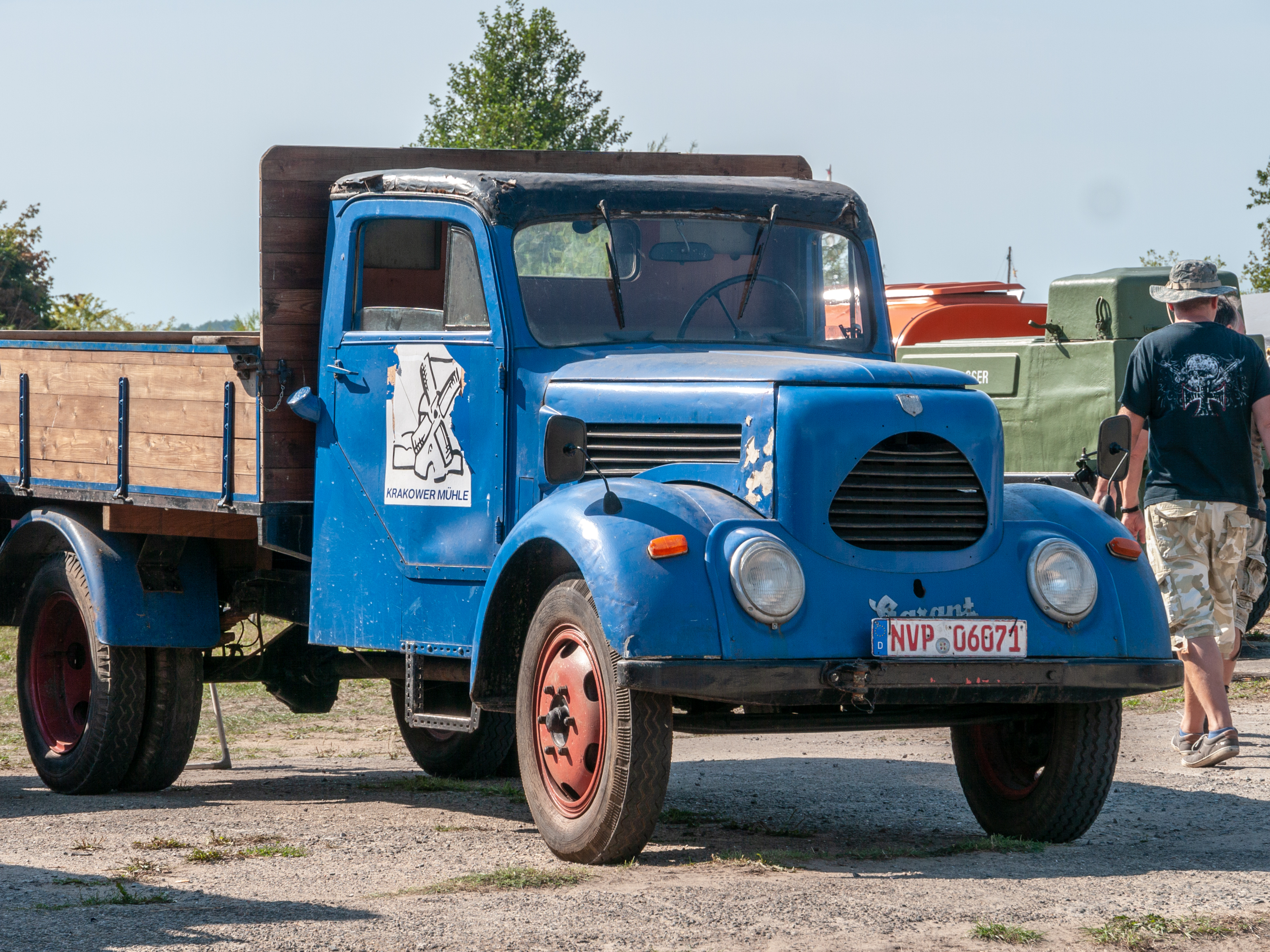
Robur Garant teherautó
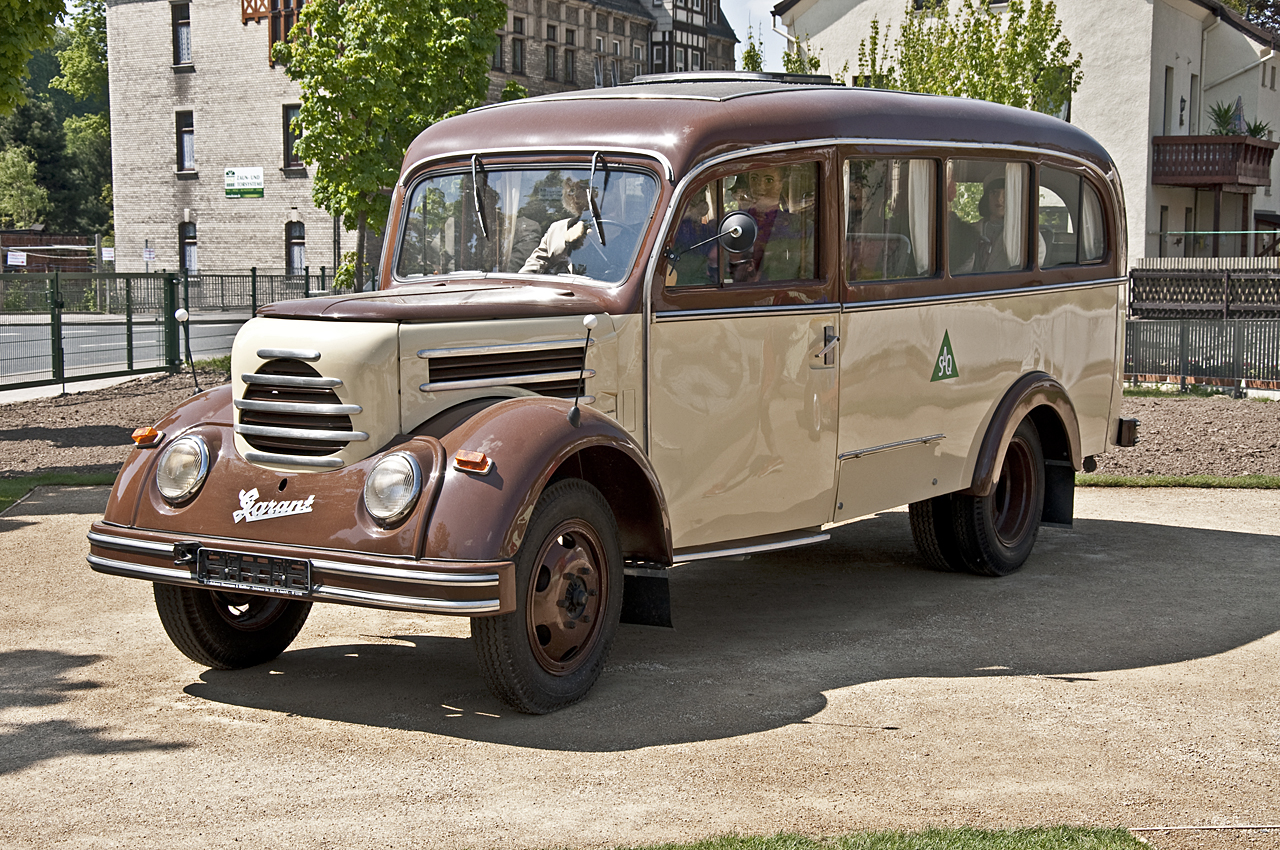
Robur Garant busz
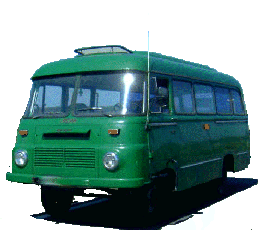
Robur B21 busz
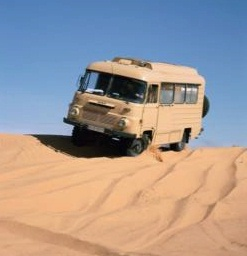
Átkelés a sivatagon
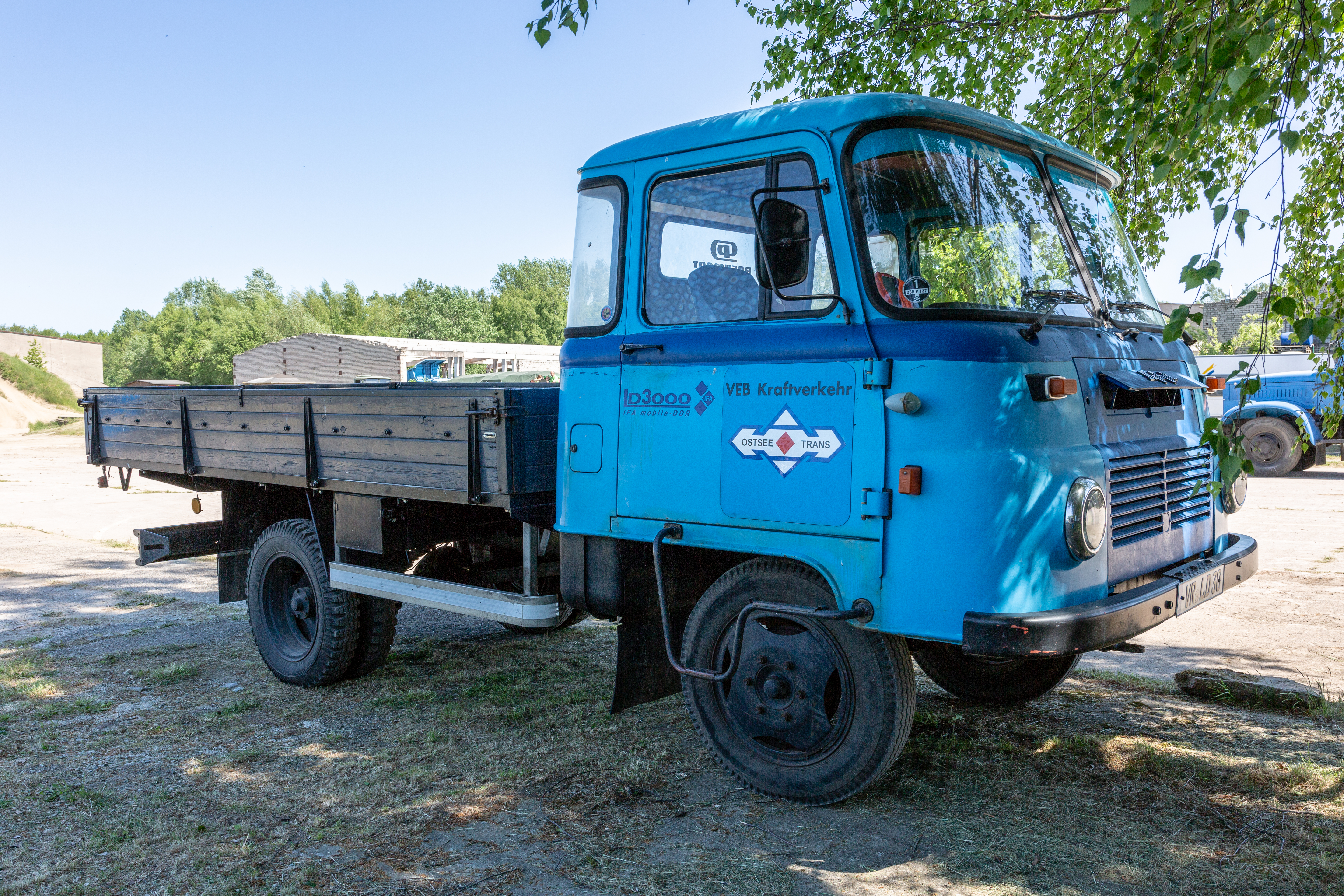
Fülkésalváz platóval
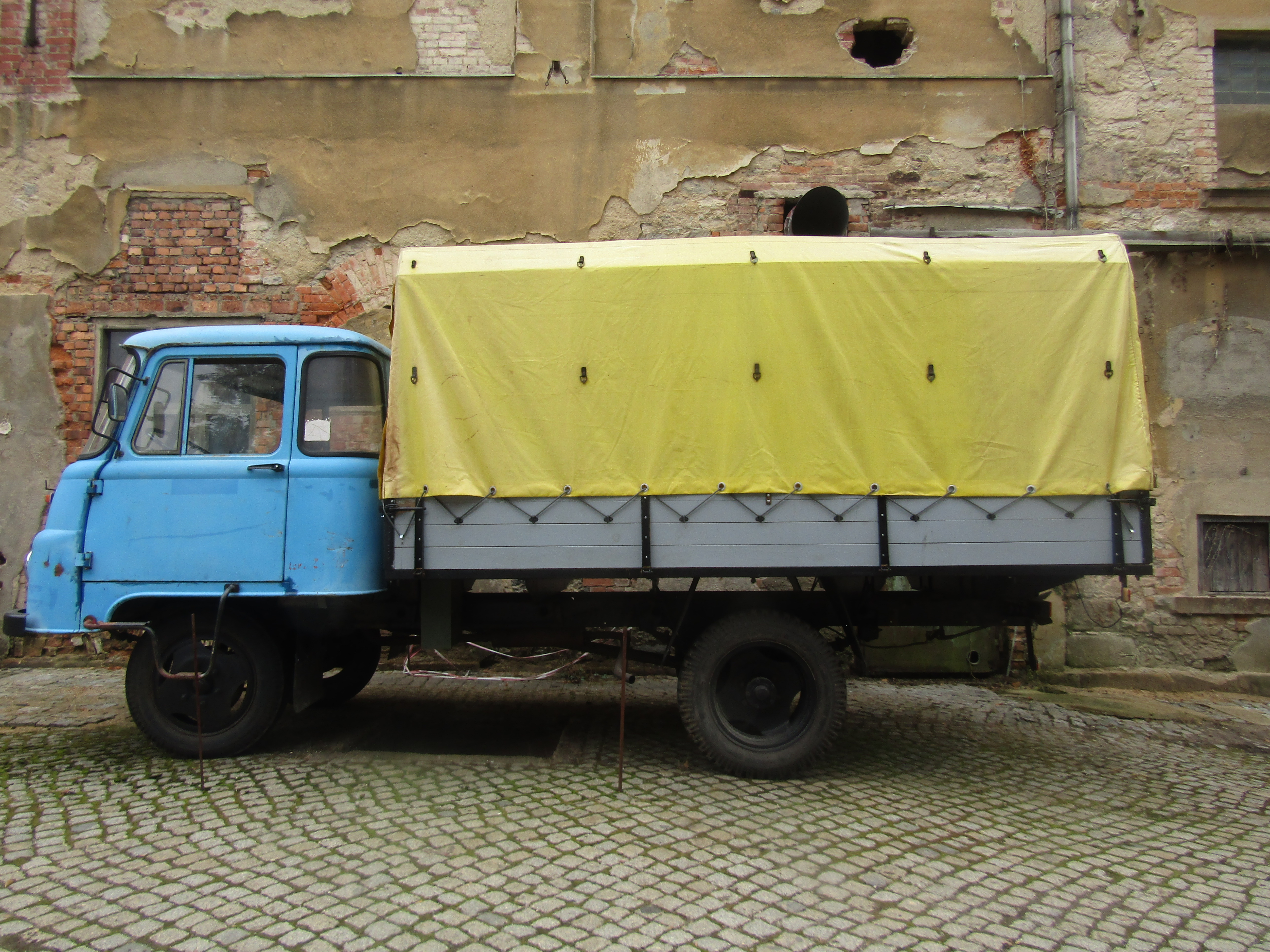
Ponyvás platós
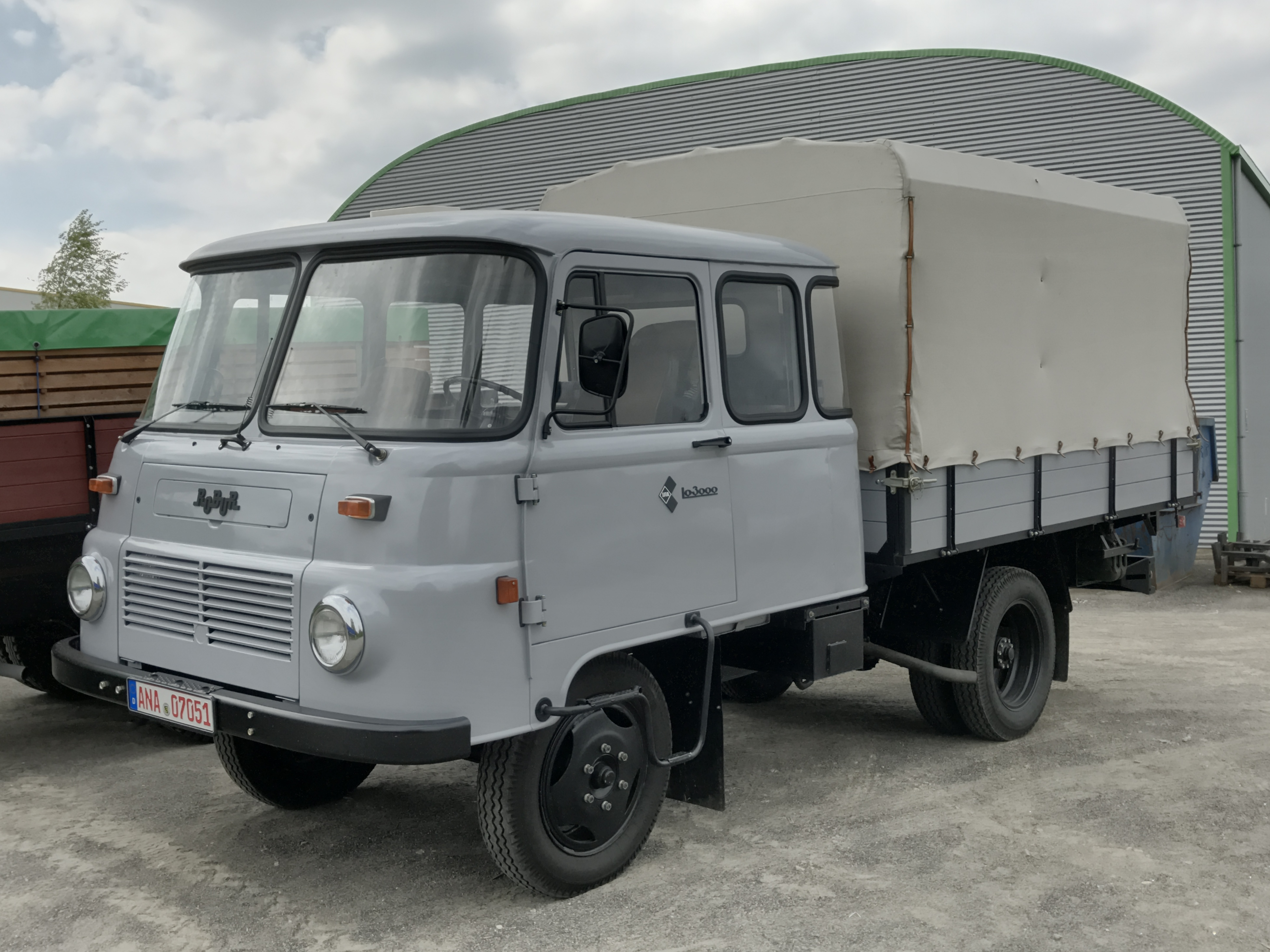
Duplafülkés
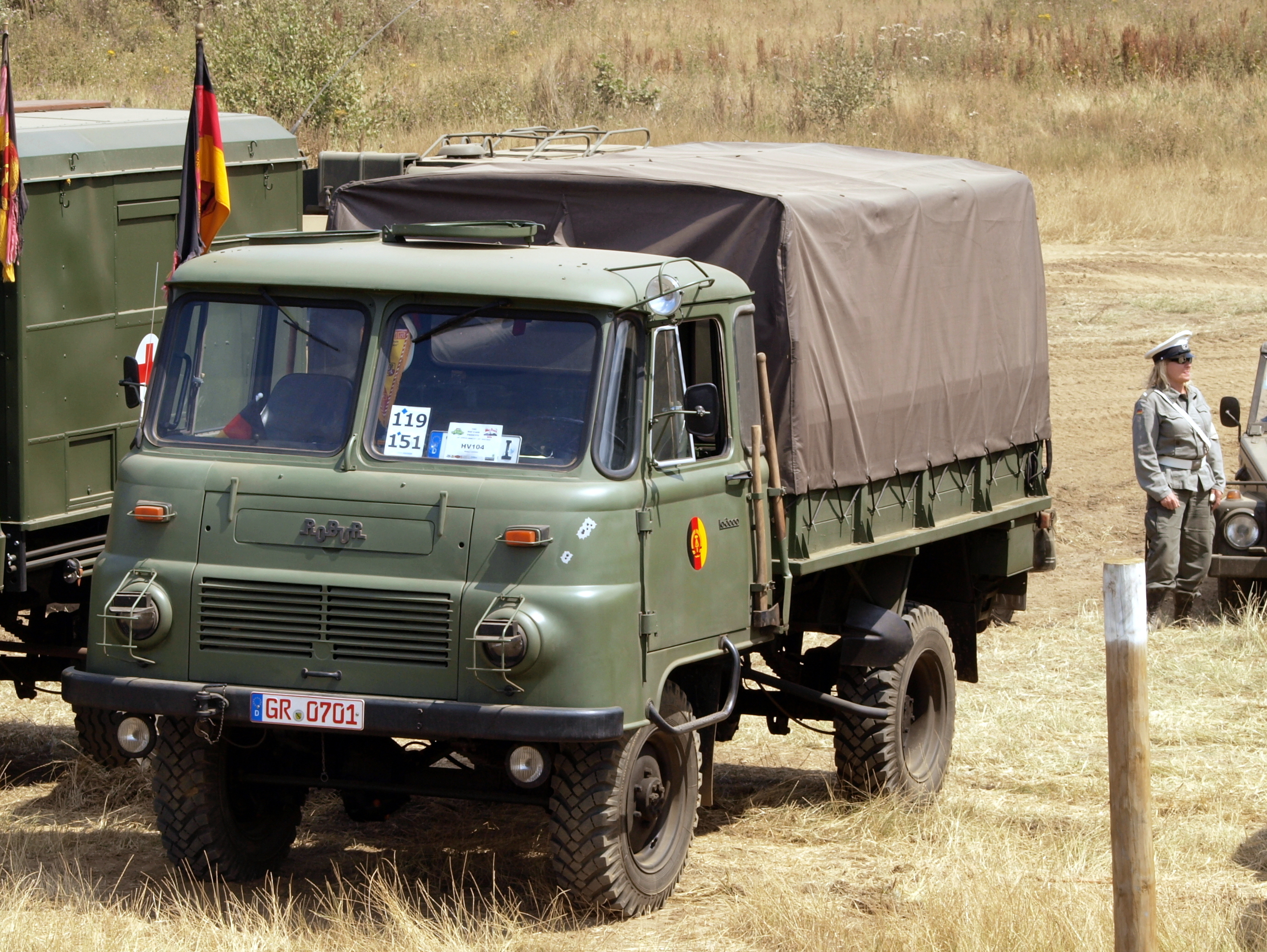
Katonai kivitel
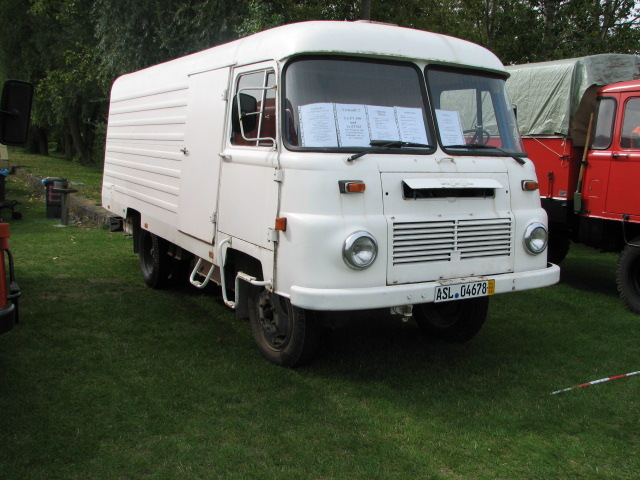
Zárt áruszállító
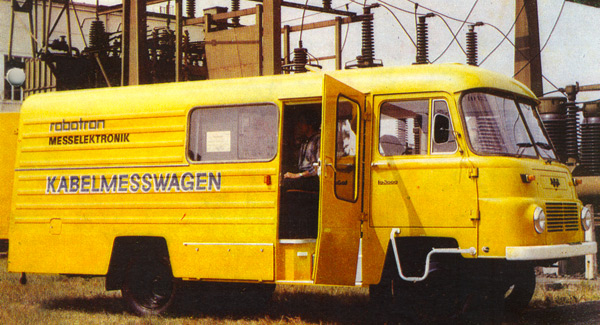
Karbantartó brigádszállító
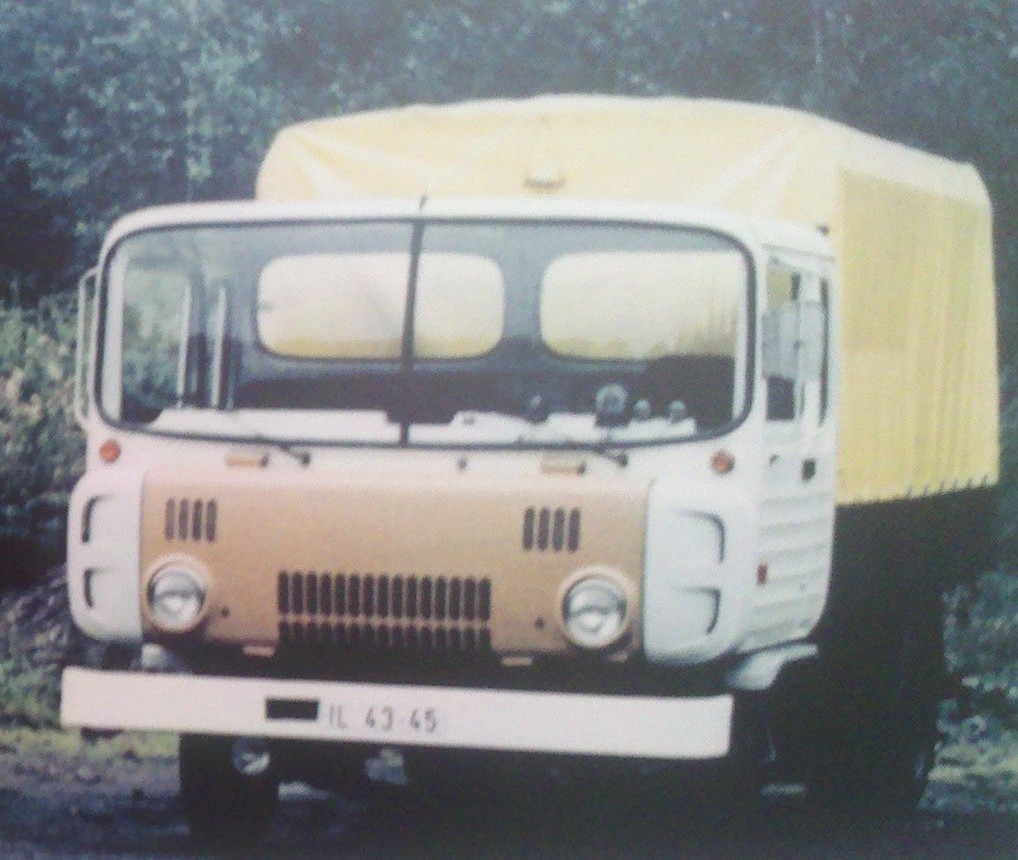
Robur prototípus a '70-es évekből
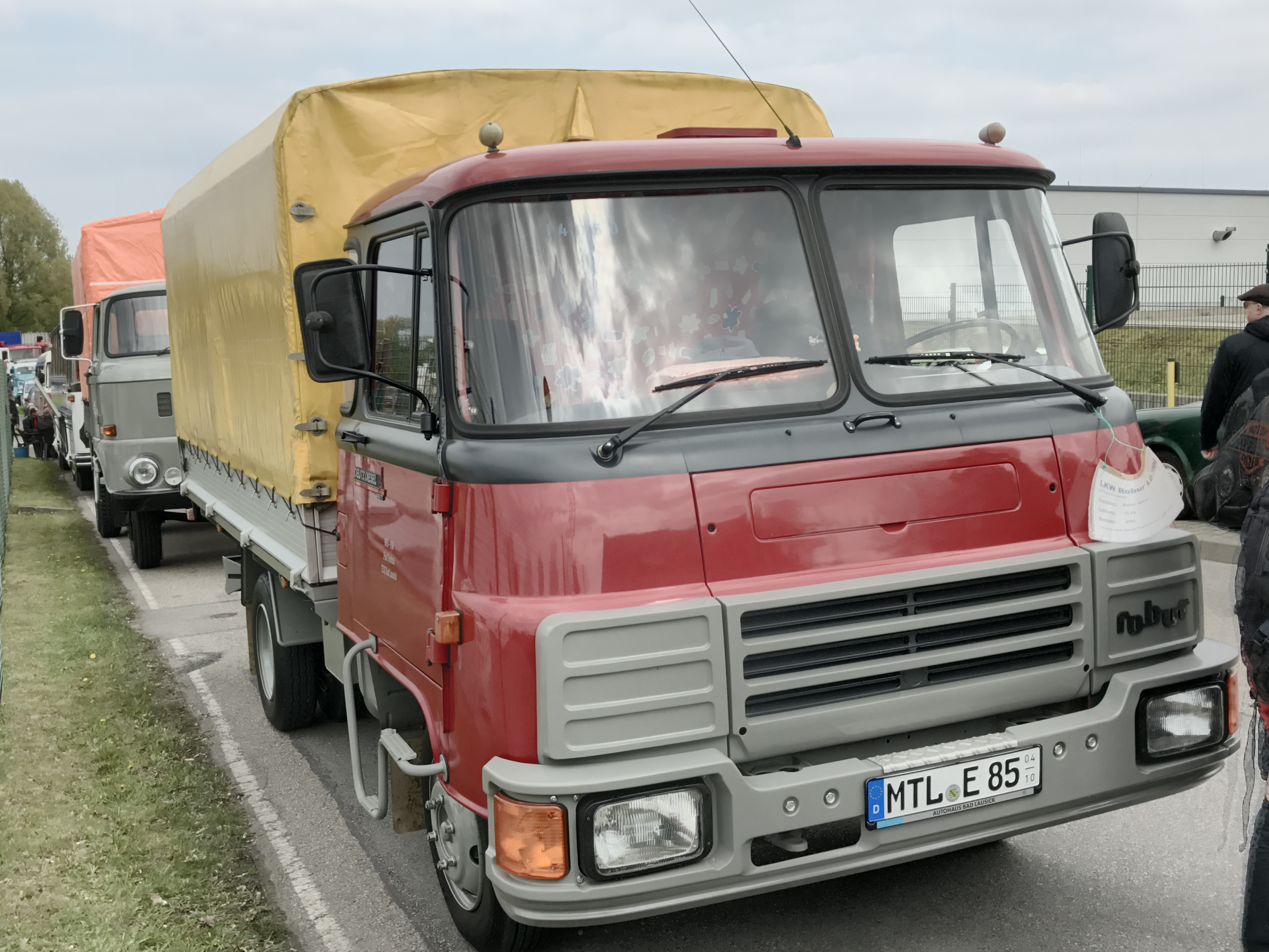
A fejlesztett LD 3004 sem tudta megmenteni a márkát

## Külső hivatkozások
- A Robur LO 2500 rohamkocsi története. [2023. szeptember 27-i dátummal az eredetiből archiválva]. (Hozzáférés: 2023. október 21.)
- Nachfolgefirma FBZ GmbH Zittau
- Robur.de (német)
- AG-Robur.de
- A Robur szó másik jelentése
- Frank Rönicke: Phänno, Ello und Co.: Phänomen, Granit, Garant, Robur 1949–1990, Motorbuch Verlag, ISBN 9783613044937